# Hyalella sandro
Hyalella sandro is een vlokreeftensoort uit de familie van de Hyalellidae. De wetenschappelijke naam van de soort is voor het eerst geldig gepubliceerd in 2000 door Baldinger, Shepard & Threloff.